# أدابتين
الأدابتينات (بالإنجليزية: Adaptins)‏ هي بروتينات تتوسط تشكيل حفر المغلفة بالكلاثرين، من خلال التفاعل مع مستقبلات متصلة بالغشاء. هناك عدة أنواع من الادابتينات، تتصل كل مجموعة مختلفة مع هذه المستقبلات.